# Girolamo Savonarola
Girolamo Hieronymus Savonarola, italijanski dominikanski pridigar, * 21. september 1452, Ferrara, Italija, † 23. maj 1498, Firence, Italija.
Savonarola je postal znan kot verski reformator, proti-renesančni pridigar, zažigalec knjig, in uničevalec umetniških del, ki jih je obravnaval kot nemoralna. Vehementno je kritiziral življenjski slog vladajočega sloja, aristokracije in duhovništva. Zaradi tega je veljal za dejanskega vladarja Firenc od leta 1494 do njegove usmrtitve leta 1498. Njegov največji nasprotnik je bil papež Aleksander VI. Kljub temu je Savonarola veljal za pobožnega katolika vse svoje življenje.